# Homophylax auricularis
Homophylax auricularis är en nattsländeart som beskrevs av Smith 1971. Homophylax auricularis ingår i släktet Homophylax och familjen husmasknattsländor. Inga underarter finns listade i Catalogue of Life.